# Fibra cerâmica
A Fibra Cerâmica é um material composto pela eletrofusão da alumina e da sílica com temperatura aproximadamente de 2000°C. A composição básica da fusão é de 48% de Al2O3 e 52% de SiO2.

## Produção
No processo de eletrofusão, forma-se um banho numa panela com diâmetro aproximado de 2 metros com temperatura próxima a 2000°C. O material fundido escorre por um orifício, onde recebe um jato de ar comprimido formando assim a fibra num processo denominado "blowing" ou esse material fundido escorre sobre as superfícies de discos girando em alta velocidade formando as fibras num processo semelhante ao do algodão doce (processo "spinning"). De aparência similar a Fibra de vidro, suporta temperaturas muito mais elevadas, além de maior coeficiente de isolamento.

## Emprego
É usado em diferentes aplicações industriais como isolante térmico. Sua limitação de emprego está nas aplicações nas quais o isolante sofra esforço mecânico. É usada em diversas faixas de temperatura até 1.440°C. Normalmente, o material é empregado sob a forma de mantas ou módulos.

## Doenças relacionadas
Quando exposta a altas temperaturas, a Fibra Cerâmica sofre um processo de cristalização. Quando manipulada, esta desprende partículas no ar. Existem estudos que averiguam a possibilidade da Fibra Cerâmica, neste caso, poder provocar a silicose. Porém, após anos de testes não foi comprovado nenhum problema provocado pela Fibra Cerâmica em seres humanos. Estudos científicos feitos pelo IARC (França) caracteriza a Fibra de Cerâmica como grau 2B. Para se ter uma ideia, a Fibra de Cerâmica está no mesmo grau do café. 